# 198

## Esdeveniments
- Imperi Romà: El fill gran de l'emperador Septimi Sever, Caracal·la és proclamat august i el petit, Publi Septimi Geta, cèsar.[1][2]
- Aràbia: Primers testimonis del culte al déu Hubal entre els nabateus.[3]